# Martinus Richter

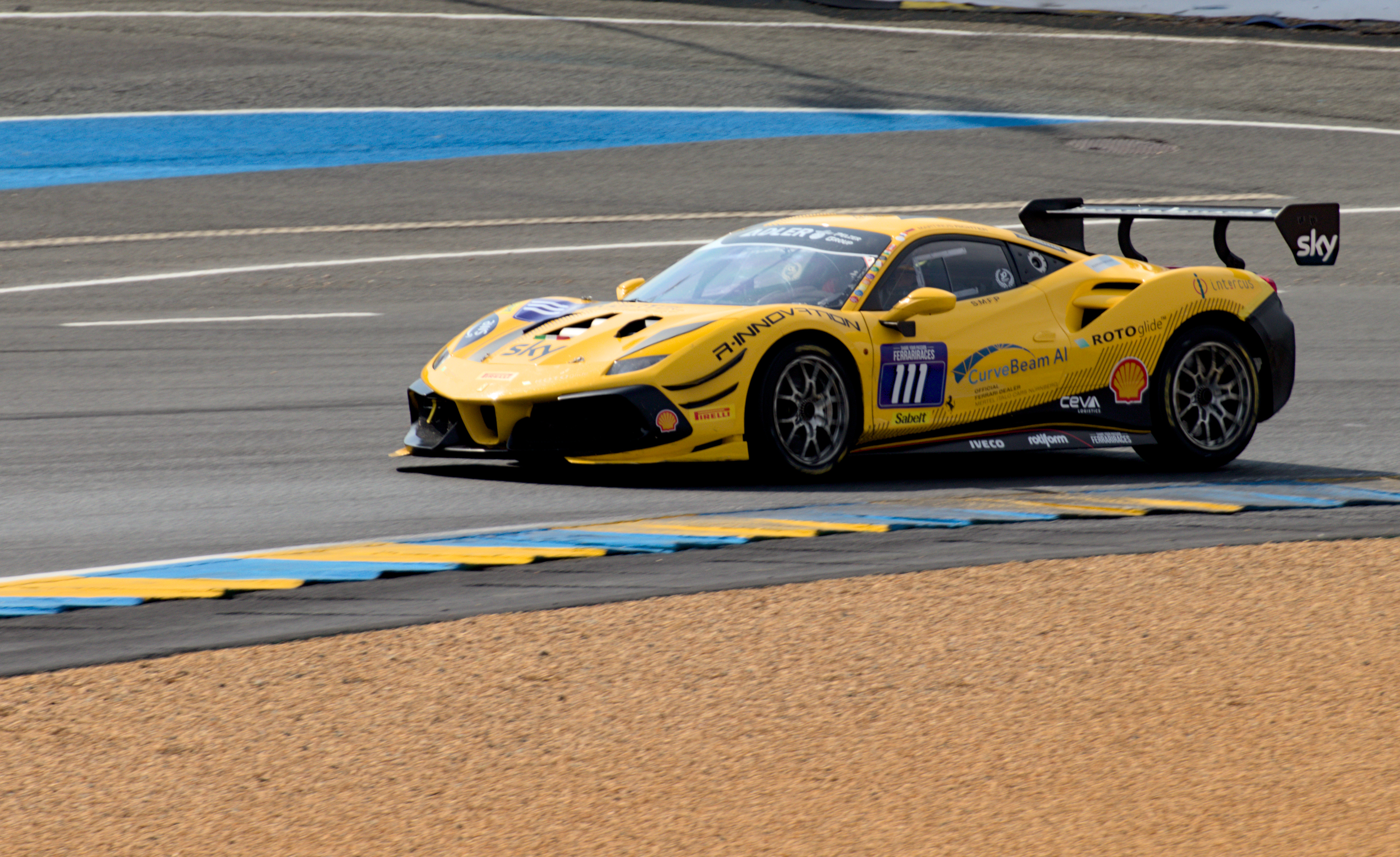
Martinus Richter im Ferrari 488 Challenge beim Rennen der Ferrari Challenge in Le Mans 2023

Martinus Richter (* 9. Dezember 1968 in Reichenbach (Vogtland)) ist ein deutscher Chirurg, Orthopäde und Unfallchirurg, Außerplanmäßiger Professor an der Medizinischen Hochschule Hannover und Chefarzt der Klinik für Fuß- und Sprunggelenkchirurgie Nürnberg und Rummelsberg am Krankenhaus Rummelsberg und Sana-Klinik Nürnberg. Er ist bekannt für seine Arbeiten auf dem Gebiet der Fuß- und Sprunggelenkchirurgie. In seiner Freizeit ist er als Amateur-Rennfahrer aktiv.

## Leben
Richter studierte Humanmedizin von 1990 bis 1996 an der Albert-Ludwigs-Universität Freiburg. 1995/96 absolvierte er ein Praktisches Jahr in Orthopädie am Department of Orthopaedic Surgery, University of Pittsburgh, USA. Er schloss die Promotion 1996 mit der Dissertation "Kinesiologische Studien zur Ganganalyse mit Leuchtspuren" an der Albert-Ludwigs-Universität Freiburg im Breisgau ab. Er wurde 2002 mit der Habilitationsschrift „Entstehung, Behandlung und Prävention von Frakturen des Mittelfußes. Klinische, unfalltechnische und experimentelle Studien“ habilitiert und erlangte die Venia legendi für das Fach „Experimentelle Unfallchirurgie“. 2006 wurde er zum "Außerplanmäßigen Professor" der Medizinischen Hochschule Hannover berufen. Richter schloss 2002 auch ein Zweitstudium in Betriebswirtschaftslehre für Ärztinnen und Ärzte mit Abschlussgrad „Dipl.-Gesundheitsökonom Oec. med“ ab.
Die berufliche Laufbahn Richters umfasst die Positionen 1997/98 Arzt im Praktikum an der Unfallchirurgischen Klinik der Medizinischen Hochschule Hannover (MHH), 1998 bis 2003 Assistenzarzt an der Unfallchirurgischen Klinik der MHH, 2003 bis 2006 Oberarzt an der Unfallchirurgischen Klinik der MHH, 2006 bis 2010 Chefarzt II. Chirurgische Klinik (Unfallchirurgie, Orthopädie und Fusschirurgie), Klinikum Coburg, 2010 bis 2011 Chefarzt Unfallchirurgie, Orthopädie und Fusschirurgie Klinikum Coburg und Hennberg-Kliniken Hildburghausen. Seit 2011 ist Richter Chefarzt Klinik für Fuß- und Sprunggelenkchirurgie Krankenhaus Rummelsberg und Sana-Klinik Nürnberg.
Richter engagierte sich berufspolitisch als langjähriges Vorstandsmitglied und Präsident in nationalen und internationalen fußchirurgischen Fachgesellschaften. Unter seiner Leitung fanden mehrere nationale und internationale wissenschaftliche fußchirurgische Kongresse statt (z. B. Foot International 2016 und World Congress Foot and Ankle 2017).

## Klinisch-wissenschaftlicher Beitrag
Richters medizinische Schwerpunkte und Forschungsrichtungen umfassen
- Arthrose: Knorpelchirurgie wie Mikrofrakturierung, navigierte subchondrale Bohrung,[2] Knochen-Knorpeltransplantation, Matrix-assoziierte Stammzelltransplantation;[3] Endoprothetik an oberem Sprunggelenk, Lisfrancgelenk und Großzehengrundgelenk Behandlung des Hallux rigidus
- Deformität: Korrektur Vorfuß bei Hallux valgus, Krallen-/Hammerzehen, Metatarsalgie: Navigierte Korrektur OSG, Rück- und Mittelfuß:[4][5][6] Korrektur Plattfuß (Pes abductoplanovalgus) beim Erwachsenen; Korrektur Plattfuß (Pes abductoplanovalgus) beim Kind[7][8]
- Trauma: Frakturen; Sehnenverletzungen z. B. Achillessehnenruptur; Bandverletzungen z. B. OSG Außenbandruptur.[9]

Im Forschungsbereich entwickelten Richter und sein Team unter anderem erstmals einen validierten Score für den Fuß- und Sprunggelenkbereich mit der Bezeichnung Visual Analog Skala Fuß und Sprunggelenk (VAS FA) mit dem erstmals eine validierte Messung von Behandlungsergebnissen möglich ist. Richter entwickelte und validierte die Intraoperative Pedographie, d. h. Kraftverteilungsmessung unter der Fußsohle während der Operation, womit erstmals eine intraoperative biomechanische Analyse einer Fußkorrektur möglich ist.  Er entwickelte die Computernavigation für Korrekturoperationen an Fuß und Sprunggelenk, mit der nachweisbar eine höhere Genauigkeit bei Korrekturen an Fuß und Sprunggelenk erreicht wird. Die Matrix-assoziierte Stammzelltransplantation (MAST) wurde von ihm entwickelt zum optimalen Knorpelersatz an Fuß und Sprunggelenk. Des Weiteren entwickelte er mehrere Implantate für Fuß- und Sprunggelenkoperationen (z. B. A3, RIMBUS, R-Lock).

## Mitgliedschaften in internationalen wissenschaftlichen Vereinigungen
- seit 1998 Deutsche Gesellschaft für Unfallchirurgie (DGU)
- seit 1998 Deutsch-Österreichisch-schweizerischer Gesellschaft für Orthopädisch-Traumatologische Sportmedizin e.V. (GOTS)
- seit 2000 Deutsche Assoziation für Fuß und Sprunggelenk (DAF)  2. Vizepräsident, Vorstandsmitglied seit 2006
- seit 2000 European Foot and Ankle Society (EFAS), Vorstandsmitglied seit 2005, Generalsekretär 2008–2012, President-Elect 2012–2014, Präsident 2014–2016, Past President 2016–2018
- seit 2000 International Federation of Foot and Ankle Societies (IFFAS), Council member seit 2012, Vice President 2014–2017, President 2017–2020
- seit 2001 American Orthopaedic Foot and Ankle Society (AOFAS)
- seit 2001 Deutsche Gesellschaft für Chirurgie (DGC)
- 2005–2014 Berufsverband der Deutschen Chirurgen (BDC)
- 2007–2013 Deutsche Sektion der Internationalen Arbeitsgemeinschaft für Osteosynthesefragen (DAOI)
- 2007–2009 Verband der Leitenden Unfallchirurgen (VLU)
- seit 2009 Verband der Leitenden Orthopäden und Unfallchirurgen (VLOU)
- seit 2012 International Foot and Ankle Biomechanics Community (i-FAB)
- seit 2015  AO Trauma Deutschland[1]

## Motorsport
Seit Anfang der 2020er-Jahre ist Martinus Richter als Amateur-Rennfahrer in der Ferrari Challenge aktiv, wo er 2023 auf einem Ferrari 488 Challenge die Amateur-Wertung gewann.

## Herausgeberschaft Fachzeitschriften
- Foot and Ankle Surgery (Foot Ankle Surg)
- Fuß und Sprunggelenk (Fuss Sprung)

## Ehrungen und Auszeichnungen
- 2000  Reisestipendium 2000 der Deutschen Gesellschaft für Unfallchirurgie (DGU) zur Förderung einer Forschungsreise in die USA (Forschungsthema: Verkehrsunfallforschung).
- 2000 Josef-Ströbl-Förderpreis 2000 verliehen vom Innenminister Bayerns zur Auszeichnung für hervorragende wissenschaftliche Leistungen auf dem Gebiet der Verkehrssicherheit.
- 2001 Imhäuser Preis 2001 der Deutschen Assoziation für Orthopädische Fußchirurgie (DAF) für die Arbeit: „Experimentelle Analyse des Verletzungsmechanismus von Fußwurzelfrakturen zur Verbesserung der Prävention bei PKW-Insassen.“
- 2002 Ralf-Loddenkemper-Preis 2002 der Ralf-Loddenkemper-Stiftung e.V. für Fortschritte auf dem Gebiet der Unfallchirurgie, im Speziellen der Unfallchirurgie des Kindes- und Jugendalters für die Arbeit „Problematik der Verletzungen von Kindern und Jugendlichen im Straßenverkehr - eine medizinische und technische Unfallanalyse“
- 2002  Novel Award 2002, Emed Scientific Meeting 2002, Kananaskis, Canada, 2nd Prize, für die Arbeit: „Analysis of Joint Pressure Distribution and Joint Force During Experimental Induction of Midfoot Fractures“.
- 2009 Leonard J. Goldner Award der American Orthopaedic Foot and Ankle Society (AOFAS) beim 25th Annual Summer Meeting, Vancouver, Canada, 15.–18.07.2009 für die Arbeit: Richter M, Zech S.: Intraoperative Pedography Improves Clinical Outcome Scores - Results of 100 Cases from a Consecutive Prospective, Randomized Controlled Clinical Follow-up Study.

## Publikationen
Wissenschaftliche Fachartikel
- Publikationsliste PubMed Richter M
- Publikationsliste ResearchGate Martinus Richter

Bücher
- Martinus Richter: Computergestützte Fußchirurgie. Intraoperative 3-D-Röntgenbildgebung, Navigation, Intraoperative Pedographie. Springer, 2012.
- Günter Lob, Martinus Richter: Prävention von Verletzungen. Risiken erkennen, Strategien entwickeln - eine ärztliche Aufgabe. Schattauer, 2008.